# 15803 Parisi
15803 Parisi è un asteroide della fascia principale. Scoperto nel 1994, presenta un'orbita caratterizzata da un semiasse maggiore pari a 2,589486 UA e da un'eccentricità di 0,186332, inclinata di 14,429273° rispetto all'eclittica.
Fa parte della famiglia di asteroidi Eunomia.
L'asteroide è dedicato al fisico italiano Giorgio Parisi.